# 料理天国
『料理天国』（りょうりてんごく）は、1975年10月4日から1992年9月26日まで17年間、TBS系列ほかで放送されていた料理バラエティ番組である。制作はTBSビジョン（通称・TBS-V、現在のTBSスパークル、1988年12月までは旧称・TBS映画社）。
TBSでは土曜 18:00 - 18:30に放送されていた。また、CS放送のTBSチャンネルで再放送を行ったことがある。

## 概要
当時話題のニュースや流行・世相などをテーマにした新種の料理バラエティーという触れ込みの下、1975年（昭和50年）10月4日に関東ローカルの番組として放送を開始。開始当時の出演者は歌番組の司会などで活動していた芳村真理を総合司会に、進行アシスタントとしてやすし・きよしの西川きよしであった。また、初期レギュラーとして久米宏（当時TBSアナウンサー）、藤村俊二、松岡きっこらが出演していた。なお、料理監修は辻静雄、大阪あべの辻調理師専門学校が全面協力し、サントリーの一社提供番組として放送した。なお、番組名はサントリーのPR誌、『洋酒天国』が由来となった。
当時としては、まだ数の少なかった料理バラエティショーとして新しいジャンルを確立し、1976年（昭和51年）に試食係専門として、大相撲引退から間もなかった龍虎がレギュラーに加わり、全国ネットの番組に昇格。同年度にテレビ大賞を受賞するなど、番組の人気が決定的となった。その後も服部まこ、生島ヒロシ（当時TBSアナウンサー）、マリ・クリスティーヌ、西川まり、新井春美、三波豊和らがコーナー別のレギュラーとして出演し、番組放送開始の10周年記念で駐日フランス大使館のホールで記念パーティーが開催された。
1986年（昭和61年）3月29日をもって、きよしが参院選出馬のため降板。俳優の金田賢一が2代目の司会となり、翌年春にきよしが番組に復帰したが、その後も金田はそのまま主要レギュラーとして残り、根本律子と共に進行役的な役割を担っていた。
1988年（昭和63年）10月8日に番組の小規模リニューアル（「クッキンよーいドン!」の終了 → 「美食麗句」を新設、オープニング・エンディングBGM（テーマ曲）変更のほか、スポンサー形態の変更（サントリーの一社提供 → サントリーを含む複数社））が行われ、きよしは通算12年で司会を降板。新たな芳村のアシスタント役として、当時TBSの野球解説者だった小林繁が出演した。
1990年（平成2年）4月7日に番組の大幅リニューアルが行われ、芳村を除く司会者・レギュラー陣が全員降板し、渡辺徹と田中律子（1991年（平成3年）4月6日より生稲晃子に交代）が司会陣に加わり、当番組内で放送した企画をすべて廃止した。同日以降はゲストとのトークのみを主な内容とする番組となったが、1992年（平成4年）9月26日をもって放送を終了した。足掛け17年、放送回数は881回（関東ローカルとして放送した分を含む）であった。

## 出演者

### 歴代司会
芳村のもう1つの代表的な司会番組であった『夜のヒットスタジオ』（フジテレビ系列（FNS））と同じスタイル（芳村が総合司会、男性司会者がアシスタントMC）が採られたが、末期（1990年4月7日以降）は若手女性タレントを加えた3人体制で放送した。
本編を開始する時の芳村のあいさつは「おいしい料理とおいしいお酒があれば、この世は天国」であった。
| 期間      | 期間      | 総合司会 | アシスタントMC      |
| --------- | --------- | -------- | ------------------- |
| 1975.10.4 | 1986.3.29 | 芳村真理 | 西川きよし（第1期） |
| 1986.4.5  | 1987.3.28 | 芳村真理 | 金田賢一            |
| 1987.4.4  | 1988.10.1 | 芳村真理 | 西川きよし（第2期） |
| 1988.10.8 | 1990.3.31 | 芳村真理 | 小林繁              |
| 1990.4.7  | 1991.3.30 | 芳村真理 | 渡辺徹、田中律子    |
| 1991.4.6  | 1992.9.26 | 芳村真理 | 渡辺徹、生稲晃子    |

### レギュラー
コーナー担当
☆：特別司会格の出演者。
- 龍虎（1976年1月3日 - 1990年3月31日、いわゆる「食べ役」専門。レギュラー出演開始当初は「放駒親方」[注 2]）
- 藤村俊二（初期）
- 松岡きっこ（初期）
- 久米宏☆（1975年10月 - 1980年頃、「味は道づれ」コーナー担当）
- マリ・クリスティーヌ
- 九十九一
- 蟇目良（1980年 - 1982年頃、「味は道づれ」コーナー担当）
- 生島ヒロシ☆（1983年 - 1986年頃、「味は道づれ」コーナー担当）
- 金田賢一（1987年4月 - 1988年9月、西川きよしの復帰に伴い司会からレギュラー（☆）に移行）
- 三波豊和（1988年10月 - 1990年3月、「味は道づれ」コーナー担当）
- 根本律子☆（1987年 - 1988年9月）
- 服部まこ（1982年 - 1987年頃）
- 新井春美
- 友里千賀子
- 西川まり（1988年頃）  - ほか

※「味は道づれ」というコーナーは、「ざ・れすとらん」というコーナー名に変更して放送したことがあった（一時期のみ）。
料理担当
- 畑耕一郎（日本料理担当）
- 小川忠彦（西洋料理担当）：1975年 - 1987年2月28日まで出演し、サントリーのテレビCMにも出演したことがある（後述）。
- 水野邦昭（フランス料理担当）
- 永作達宗（イタリア料理担当）
- 松本秀夫（中国料理担当）
- 川北末一（製菓担当）
- 後藤金吉（日本料理担当）  - ほか

※主に辻調理師専門学校の講師が料理を担当していたが、回によっては世界各国の有名レストランのシェフを招いたりすることもあった。

## テーマ曲
- 1988年9月24日まで - 作曲不明「ワインのおいしい飲み方」
- 1988年10月8日以降 - 服部克久「音楽畑-Champs de la Musique-」より各曲

## スタッフ
- 構成：松原史明
- 料理監修：辻静雄
- 協力：大阪あべの辻調理師専門学校
- ディレクター：古川雄一、斉藤明子、田中俊信、鴨下潔など
- プロデューサー：政田一喜、増井昭太郎、尾崎晌など
- 制作：大友正己、藤林英雄など
- 製作協力：TBS映画社 → TBSビジョン（TBS-Vと表記、現在のTBSスパークル）、千代田ビデオ
- 製作著作：TBS

## ネット局
系列は放送当時の系列。TBS系列において○は18:00 - 18:30に同時ネットで放送していた局。▲は17:00 - 17:30に、△は17:30 - 18:00にそれぞれ7日遅れで、◆は木曜 19:00 - 19:30に遅れネットで放送していた局。
| 放送対象地域                | 放送局                                    | 系列                              | 備考 |
| --------------------------- | ----------------------------------------- | --------------------------------- | --- |
| 関東広域圏                  | - 東京放送 - （現:TBSテレビ） （TBS）     | TBS系列                           | ○制作局 |
| 北海道                      | 北海道放送（HBC）                         | TBS系列                           | ○1976年10月9日から |
| 青森県                      | 青森テレビ（ATV）                         | TBS系列                           | △ |
| 岩手県                      | - 岩手放送 - （現:IBC岩手放送） （IBC）   | TBS系列                           | ○1979年4月7日から |
| 宮城県                      | 東北放送（TBC）                           | TBS系列                           | ○ |
| 秋田県                      | 秋田放送（ABS）                           | 日本テレビ系列                    | |
| 山形県                      | 山形放送（YBC）                           | - 日本テレビ系列 - テレビ朝日系列 | 1989年9月30日まで |
| 山形県                      | テレビユー山形（TUY）                     | TBS系列                           | ○1989年10月開局から |
| 福島県                      | 福島テレビ（FTV）                         | フジテレビ系列                    | △- 1983年9月まで - 1983年3月まではTBS系列とのクロスネット局。                                                           |
| 福島県                      | テレビユー福島（TUF）                     | TBS系列                           | 11月26日・12月3日放送分は試験放送扱い。                                                                                 |
| 山梨県                      | テレビ山梨（UTY）                         | TBS系列                           | ○ |
| 新潟県                      | 新潟放送（BSN）                           | TBS系列                           | - 1980年4月3日から - ◆（開始 - 1982年3月25日まで） - ○（1982年4月3日以降）                                              |
| 長野県                      | 信越放送（SBC）                           | TBS系列                           | ○1980年10月から |
| 静岡県                      | 静岡放送（SBS）                           | TBS系列                           | ○→△（1989年頃から） |
| 富山県                      | 富山テレビ（T34）                         | フジテレビ系列                    | - 1981年4月4日 から1990年9月29日まで - 1985年3月30日までは同時ネット - 1985年4月6日以降は30分遅れネット 現在の略称はBBT |
| 富山県                      | チューリップテレビ（TUT）                 | TBS系列                           | ○開局後の1990年10月6日から                                                                                              |
| 石川県                      | 北陸放送（MRO）                           | TBS系列                           | ○1980年10月4日から |
| 福井県                      | 福井放送（FBC）                           | - 日本テレビ系列 - テレビ朝日系列 | 1981年1月3日から |
| 中京広域圏                  | - 中部日本放送 - （現:CBCテレビ） （CBC） | TBS系列                           | - ▲1976年10月から - 当初は土曜 12:30 - 13:00枠で放送                                                                    |
| 近畿広域圏                  | 毎日放送（MBS）                           | TBS系列                           | ○ |
| - 島根県 - 鳥取県           | 山陰放送（BSS）                           | TBS系列                           | ○ |
| - 岡山県 - → 岡山県・香川県 | - 山陽放送 - （現:RSK山陽放送） （RSK）   | TBS系列                           | - ○1979年3月までの放送エリアは岡山県のみ - 1979年4月から相互乗り入れに伴い香川県でも放送                                |
| 広島県                      | 中国放送（RCC）                           | TBS系列                           | ○ |
| 徳島県                      | 四国放送（JRT）                           | 日本テレビ系列                    | |
| 愛媛県                      | 南海放送（RNB）                           | 日本テレビ系列                    | 1980年4月5日から |
| 高知県                      | テレビ高知（KUTV）                        | TBS系列                           | ○ |
| 福岡県                      | RKB毎日放送（RKB）                        | TBS系列                           | △ |
| 長崎県                      | 長崎放送（NBC）                           | TBS系列                           | ○ |
| 熊本県                      | 熊本放送（RKK）                           | TBS系列                           | ○ |
| 大分県                      | 大分放送（OBS）                           | TBS系列                           | ○ |
| 宮崎県                      | 宮崎放送（MRT）                           | TBS系列                           | ○ |
| 鹿児島県                    | 南日本放送（MBC）                         | TBS系列                           | ○（1982年9月25日まで） → △ （1982年10月9日以降）                                                                        |
| 沖縄県                      | 琉球放送（RBC）                           | TBS系列                           | ○ |

付記事項
- TBS系列以外でもネットした局があった一方で、テレビ山口（TYS）はクロスネット局だった関係もあって協定に基づくクロスネット解除以降も一貫してネットしなかった[注 9]。
- 秋田放送、山形放送、福井放送、四国放送、南海放送は日本テレビ系列ながら1989年9月30日まで同時ネットで放送されていた。秋田放送、福井放送、四国放送、南海放送は『NNNニュースプラス1』が18:00開始になった1989年10月7日以降は18:30からの遅れネットとなった。
- 富山テレビは1985年3月30日まで同時ネットだったが、FNNの夕方ニュース枠（『FNNスーパータイム』）が18:00からになった1985年4月6日からは18:30からの遅れネットとなった。
- 信越放送と北陸放送は、1980年9月に終了した『シャープ・スターアクション!』[注 10]の次番組というかたちでネットを開始した。

## その他
- サントリーから当番組と同名の料理用ワインが1979年に発売され、司会の芳村と小川忠彦（洋食担当のレギュラーシェフ）がテレビCM（カレーにワイン篇）に出演した。小川は1984年に放映した「おやちゃいランチパック[注 11] プレゼント篇」のテレビCMにも出演している。なお、同商品は現在も発売を継続している[19]。
- きよしがアシスタントMCを務めていた当時のタイトルコールは芳村が「さぁ皆さん」と言った後、きよしが「料理天国の時間ですよ」と言う流れ[注 12][1] であったが、1986年10月にTBSが導入したクロスプラグは芳村が「さぁ皆さん」と言った後、きよしが「まもなく」と言い、芳村ときよしが「料理天国が始まりますよ」と言う流れであった。
- きよしがアシスタントMCを務めていた当時は、最初のCMの前に放送日のテーマに合わせたなぞかけをしていた。その内容は芳村がきよしにお題を出し、きよしが解く言葉を言った後、芳村が「その心は」と言い、共通点をきよしが語るものであった[注 13]。
- 当番組のプロデューサーの1人、政田は「日本の中できれいに食べる人は3人しかいない」と語り、当番組を立ち上げる際に「きれいに食べて画になる人」（食べ役）を探した結果、龍虎がその役に選ばれた[20]。芳村は2020年に生島とのトーク動画で龍虎の美しい食べ方を述懐している[注 14]。
- 番組を開始した当初（関東ローカル）は公開収録を行っていなかったが、全国ネット移行後は公開収録に移行した[1]。ちなみに、スタジオで調理した料理は収録後に番組関係者や観客に振舞われたが[1]、エンディング時に観客が試食するシーンが映った回もある[注 15]。
- 初代テーマ曲は、新潟県でパチンコチェーン店を展開した堀川商事「パチンコのホリカワ」のCMソング（1982年頃放映。ロールス・ロイスのジェントルマン篇）にも使用された。